# La Houppa
Marcelle Capronnier, dite « La Houppa », née le 29 mai 1900 à Vitry-sur-Seine et morte le 18 juillet 1987 à Paris 9e, est une chanteuse fantaisiste, réaliste et populaire, artiste de music-hall et actrice de cinéma française des années 1930.

## Biographie
Elle choisit le nom d’artiste de « La Houppa » en raison de sa houppe de cheveux blonds recouvrant sa tête. Elle se produit au « Petit-Casino » 12, boulevard Montmartre et au théâtre de l'Empire. Elle est la partenaire de Hallaert. Elle chante à la radio pour Paris-PTT, le poste Parisien et Radio Tour Eiffel.
La Houppa habite au 55, rue du Faubourg-Saint-Denis, près du Central sporting club qu'elle fréquente assidûment et où elle est connue pour l'ambiance musicale qu'elle procure.

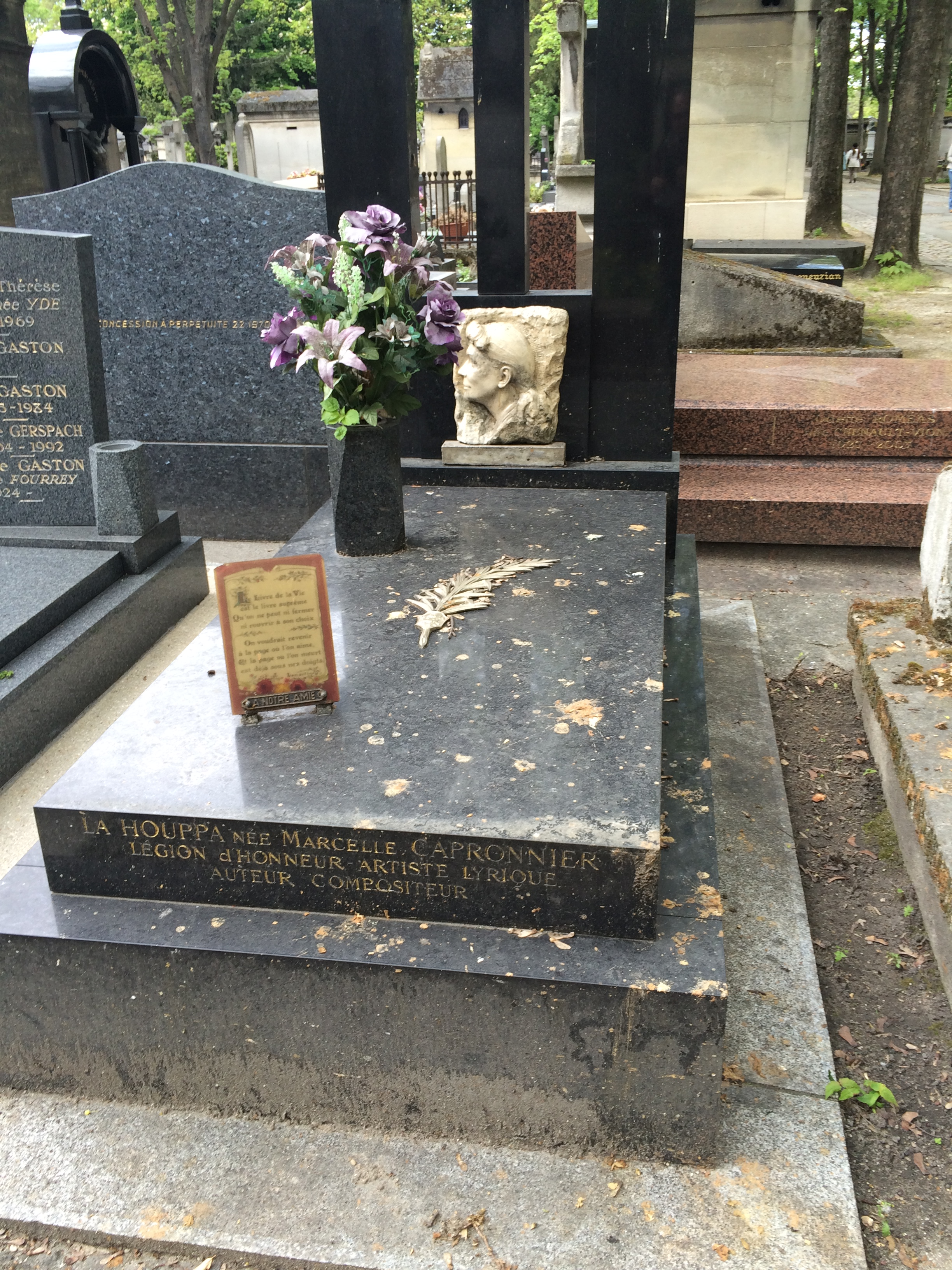
Tombe de La Houppa au cimetière de Montmartre (division 20).

Elle anime les Six jours de Paris en 1936 et obtint d'emblée un gros succès. Les coureurs eux-mêmes debout sur leurs pédales, l'accompagnent dans un charivari indescriptible. Elle devient « la reine des six jours ». En 1937, en robe de soirée, resplendissante de bijoux, dans cette multitude grise qui l'acclame, puisque la direction ne veut pas lui céder, pour cinq minutes, le micro, elle vient donner son petit concert aux « populaires ».
Elle crée la « commune libre porte Saint-Denis - porte Saint-Martin », en devient la présidente-maire. Elle fut aussi la présidente d'honneur des « Roule-Toujours » dont la course annuelle arrive place du Tertre.
Elle est inhumée au cimetière de Montmartre (20e division), à Paris.
Depuis 2021, une plaque commémorative existe devant l'entrée de son domicile, au 55, rue du Faubourg-Saint-Denis, dans le 10e arrondissement de Paris.

## Répertoire
- La Mariée
- La Femme du sergent
- Cochon d'navets[5]
- On inaugure la statue
- Pot-pourri sur le problème de la circulation
- Ce que pensent les mannequins[6]
- Ah, l’asperge ! de Léon Broche
- Ah ! Viv'ment ce soir qu'on s'couche
- As-tu ton pou ?
- Ah la marguerite
- Bravo Tonin
- Pepila
- C’est la mode d’aujourd’hui
- C’n’est pas l'argent qui fait l'bonheur
- Si je devenais un homme, 1938

## Discographie
- La Mariée, La Femme du sergent, Cochon et Navets, Disques Idéal[5]
- En cueillant la noisette Disques Idéal 12.734 -1934
- La Java des chèvres Disques Idéal 12.734 -1934

### Compilations
- Le Vélo en chansons, 1927-1950 , Radio-France
- La Banlieue, 1931-1953, Frémeaux & Associés, 2004
- Accordéon Musette, Swing, Paris 1925-1954, Frémeaux & Associés, Vol no 4, Tout ça n’arrive qu’à moi est interprété par La Houppa.
- Chansons gaillardes de la vieille France, Marianne Mélodie, 2011

## Filmographie
- 1934 : Les Misérables[7]
- 1934 : Le Petit Jacques[8], chansons.
- 1937 : Le Mensonge de Nina Petrovna[9],[10]. Elle y chante et danse « La Mattiche »[11].
- 1938 : Le Ruisseau[12]
- 1946 : Le Médaillon[13] v.f. de Queenie Leonard, chanteuse à la fête de Wyndham.
- 1948 : Les Casse-pieds de Jean Dréville[14]